# Том Еґеланн
Том Еґеланн (норв. Tom Egeland; 8 липня 1959, Осло) — норвезький письменник, літературний критик, журналіст, майстер інтелектуального детективу. Книжки автора перекладені 24 мовами.

## Біографія
Народився 1959 року в Осло. Виріс у містечку Kalbakken.
У 1979—1983 роках працював журналістом у чоловічому журналі «Vi Menn», з 1983 року — кореспондентом та редактором газети «Aftenposten», згодом — редактором новин і вечірнім редактором. Також працював на норвезькому телебаченні TV 2. У 2006 році вирішив приділити всю увагу письменництву.

## Творчість
Дебютував у 1988 році романом жахів «Stien mot fortiden» про сучасну пару, яка потрапила до норвезьких вікінгів. У 2006 роман було перевидано під назвою «Ragnarok». Книжкою-проривом став роман  «Sirkelens ende» (2001), який часто порівнюють із романом Дена Брауна «Код да Вінчі», опублікованого через два роки після виходу книжки Еґеланна. Рецензенти та критики відзначали значну подібність між цими творами. Еґеланн у численних інтерв'ю норвезьким та європейським ЗМІ відхилив натяки на плагіат.

## Українські переклади
- Брехня батьків / Том Еґеланн ; пер. з норв. Наталі Іваничук. — Л. : Літопис, 2013. — 428 с. — ISBN 978-966-8853-39-5.
- Євангеліє від Люцифера / Том Еґеланн ; пер. з норв. Володимира Верховеня. — Х. : Фоліо, 2013. — 428 с. — ISBN 978-966-03-6271-0.
- Таємниця катакомб / Том Еґеланн ; пер. з норв. Наталі Іваничук. — Л. : Видавництво Старого Лева, 2015. — 240 с. — ISBN 978-617-679-175-1.
- Скарб із Міклаґарда / Том Еґеланн ; пер. з норв. Ольги Білої. — Л. : Видавництво Старого Лева, 2018. — 272 с. — ISBN 978-617-679-494-3.